# Utan Herren faller oss till
Utan Herren faller oss till är en gammal psalm i sex verser utifrån Psaltaren 124.
Psalmen introduceras 1536 med orden: Misi qiria dominus Ps. cxliiij. (Ps. 144)
Psalmen inleds 1695 med orden:
Utan HErren faller oss til
När fienderna mot oss strida

## Publicerad i
- Swenske Songer eller wisor 1536 med titeln Vtan herren faller oss til under rubriken "Nisi quia dominus".[1]

- 1572 års psalmbok med titeln UThan HERren faller oss til under rubriken "Någhra Davidz Psalmer".[2]

- Göteborgspsalmboken under rubriken "Om Gudz Ord och Försambling".[3]
- 1695 års psalmbok, som nr 96 under rubriken "Konung Davids Psalmer."